# カノッサ修道女会
カノッサ修道女会はカトリック教会の女子修道会。1808年、マッダレーナ・ディ・カノッサによって創設された。FD(d)CC、Canossianとも呼ばれる。

## カノッシアン・ファミリー

### カノッサ修道女会(FDCC)
カノッサ修道女会は1808年5月8日、マッダレーナ・ディ・カノッサによってイタリアのヴェローナにて創立された女子修道会。
貧しい人々の為に尽くしながら生きる使命に気づいたマッダレーナ。修道会の前身は1803年に開設した孤児のための学校。その5年後には修道女会を設立したことが、修道女会のはじまりとなっている。現在約2500人の会員が、世界32カ国の国・地域で奉仕活動をしている。

### カノッサ男子修道会(FdCC)
女子修道会の創立から約25年後の1831年、マッダレーナはイタリア・ヴェネチアにカノッサ男子修道会を設立した。現在では学校、孤児院、黙想の家、神学校などで、約200人の修道師と司祭が奉仕活動を行っている。活動する国・地域は、イタリア、ブラジル、ケニア、タンザニア、インド、フィリピンなど。